# Onthophagus vulpinaris
Onthophagus vulpinaris é uma espécie de inseto do género Onthophagus, família Scarabaeidae, ordem Coleoptera.
Foi descrita cientificamente por Schönfeldt em 1906.